# Lesbian Seductions
Pour plus de détails, voir Fiche technique et Distribution.
Lesbian Seductions est une série pornographique américaine de vidéofilms produite par les Studios Girlfriends Films. 
Les Studios Girlfriends Films de Dan O'Connell, le scénariste et réalisateur, sont spécialisés dans les films lesbiens.
Le titre complet de la série est Lesbian Seductions: Older/Younger (Séductions lesbiennes : Plus âgée/Plus jeune).
Toutes les scènes présentent des actrices avec une différence d'âge plus ou moins significatives, interprétant des personnages qui dans des scénarios divers et variés se retrouvent à avoir des relations sexuelles entre elles, que leurs personnages soient expérimentés ou non en terme de relations lesbiennes.
Le premier film de la série est sorti en 2005 et jusqu'à présent, 67 volets ont été publiés.
En 2013, Lesbian Seductions a remporté l'XBIZ Award de la meilleure série lesbiennes de l'année (All-Girl Series of the Year).

## Liste des films
Ce sont tous des films couleurs et la langue utilisée est l'anglais.
Le nom de l'actrice est suivi de son âge lors du tournage. 

### Lesbian Seductions de 01 à 10
- Lesbian Seductions: Older/Younger 01 (14 avril 2005 - 168 min) :
  - scène 1 : Autumn Moon (35 ans) & Brianna Love (20 ans)
  - scène 2 : Lola Lee (61 ans), Champagne (56 ans) & Holly Morgan (22 ans)
  - scène 3 : Diane Diamonds (53 ans) & Nikki Loren (22 ans)
- Lesbian Seductions: Older/Younger 02 (11 avril 2005 - 115 min) :
  - scène 1 : Autumn Moon (35 ans) & Brianna Love (20 ans)
  - scène 2 : Teresa (? ans) & Mysti May (20 ans)
  - scène 3 : Nicole Moore (35 ans) & Cytherea (23 ans)
- Lesbian Seductions: Older/Younger 03 (30 juin 2005 - 163 min) :
  - scène 1 : Nina Hartley (46 ans) & Anna Mills (25 ans)
  - scène 2 : Porsche Lynn (43 ans) & Charlie Laine (21 ans)
  - scène 3 : Nicole Moore (35 ans) & Aspen Stevens (20 ans)
- Lesbian Seductions: Older/Younger 04 (18 octobre 2005 - 192 min) :
  - scène 1 : Leeza Jones (39 ans) & Brianna Love (20 ans)
  - scène 2 : Autumn Moon (36 ans) & Lisa Daniels (28 ans)
  - scène 3 : Angel XTC (? ans) & Karlie Montana (19 ans)
  - scène 4 : Porsche Lynn (43 ans) & Brianna Love (20 ans), Mysti May (20 ans)
- Lesbian Seductions: Older/Younger 05 (30 mars 2006 - 186 min) :
  - scène 1 : Susan Evans (47 ans) & Courtney Simpson (20 ans)
  - scène 2 : Nicole Moore (36 ans) & Goldie McHawn (31 ans)
  - scène 3 : Puma Swede (29 ans) & Brianna Love (21 ans)
  - scène 4 : Kimmie Morr (? ans) & Penny Flame (23 ans)
- Lesbian Seductions: Older/Younger 06 (21 juin 2006 - 205 min) :
  - scène 1 : Michelle Aston (35 ans), Veronica Snow (33 ans) & Courtney Simpson (20 ans)
  - scène 2 : Deauxma (46 ans) & Brandee (? ans)
  - scène 3 : Autumn Moon (37 ans) & Sindy Lange (26 ans)
  - scène 4 : Darien Ross (35 ans) & Courtney Simpson (20 ans)
- Lesbian Seductions: Older/Younger 07 (21 juillet 2006 - 185 min) :
  - scène 1 : Kelly Leigh (39 ans) & Kaci Starr (21 ans)
  - scène 2 : Michelle Aston (35 ans) & Penny Flame (23 ans)
  - scène 3 : Sofey (? ans), Celestia Star (29 ans) & Courtney Simpson (20 ans)
  - scène 4 : Deauxma (46 ans) & Sunny Lane (26 ans)
- Lesbian Seductions: Older/Younger 08 (21 septembre 2006 - 187 min) :
  - scène 1 : Autumn Moon (37 ans) & Emily Evermore (21 ans)
  - scène 2 : Keisha (39 ans) & Kitty (21 ans)
  - scène 3 : Susan Evans (47 ans) & Courtney Simpson (21 ans)
  - scène 4 : Kelly Leigh (39 ans) & Bianca Valentino (20 ans)
- Lesbian Seductions: Older/Younger 09 (15 décembre 2006 - 202 min) :
  - scène 1 : Sydni Ellis (alias Nica Noelle) (30 ans) & Alicia Angel (22 ans)
  - scène 2 : Emily Evermore (22 ans) & Kaci Starr (21 ans)
  - scène 3 : Keisha (40 ans) & Mindy Lee (19 ans)
  - scène 4 : Susan Evans (47 ans) & Kylie Richards (21 ans)
- Lesbian Seductions: Older/Younger 10 (2 mars 2007 - 175 min) :
  - scène 1 : Sydni Ellis (alias Nica Noelle) (30 ans) & Courtney Simpson (21 ans)
  - scène 2 : Deauxma (47 ans) & Kylie Richards (21 ans)
  - scène 3 : Autumn Moon (37 ans) & Bianca Valentino (20 ans)
  - scène 4 : Champagne (58 ans) & Leighlani Red (22 ans)

### Lesbian Seductions de 11 à 20
- Lesbian Seductions: Older/Younger 11 (4 mai 2007 - 176 min) :
  - scène 1 : Deauxma (47 ans) & Samantha Ryan (29 ans)
  - scène 2 : Lauren Lee (38 ans) & Kelly Kline (25 ans)
  - scène 3 : Kelly Leigh (40 ans) & Melrose Foxxx (24 ans)
  - scène 4 : Deauxma (47 ans) & Brianna Love (22 ans)
- Lesbian Seductions: Older/Younger 12 (12 juin 2007 - 199 min) :
  - scène 1 : Susan Evans (48 ans) & Courtney Simpson (21 ans)
  - scène 2 : Shayna (37 ans), Lily Redd (33 ans) & Zander Lin (26 ans)
  - scène 3 : Nicole Moore (37 ans) & Christina Aguchi (21 ans)
  - scène 4 : Keisha (40 ans) & Elexis Monroe (27 ans)
- Lesbian Seductions: Older/Younger 13 (16 juillet 2007 - 187 min) :
  - scène 1 : Penny Porsche (45 ans) & Emily Evermore (22 ans)
  - scène 2 : Jewels Jade (35 ans) & Celeste Star (21 ans)
  - scène 3 : Magdalene St. Michaels (50 ans) & Samantha Ryan (29 ans)
  - scène 4 : Jennifer Janes (49 ans) & Kaci Starr (22 ans)
- Lesbian Seductions: Older/Younger 14 (13 août 2007 - 189 min) :
  - scène 1 : Deauxma (47 ans) & Lena Nicole (20 ans)
  - scène 2 : Nicole Moore (37 ans) & Kayla Marie (22 ans)
  - scène 3 : Susan Evans (48 ans) & Samantha Ryan (29 ans)
  - scène 4 : Magdalene St. Michaels (50 ans) & Emily Evermore (22 ans)
- Lesbian Seductions: Older/Younger 15 (21 septembre 2007 - 186 min) :
  - scène 1 : Nicole Moore (38 ans) & Bree Olson (20 ans)
  - scène 2 : Stephanie Swift (35 ans) & Brianna Love (22 ans)
  - scène 3 : Crystal White (41 ans) & Ashley Steel (26 ans)
  - scène 4 : Susan Evans (48 ans) & Heather Silk (26 ans)
- Lesbian Seductions: Older/Younger 16 (6 novembre 2007 - 184 min) :
  - scène 1 : Cala Craves (43 ans) & Riley Shy (22 ans)
  - scène 2 : Kelly Leigh (40 ans) & Riley Shy (22 ans)
  - scène 3 : Kelly Leigh (40 ans) & Bobbi Starr (24 ans)
  - scène 4 : Cala Craves (43 ans) & Bobbi Starr (24 ans)
- Lesbian Seductions: Older/Younger 17 (14 décembre 2007 - 197 min) :
  - scène 1 : Kelly Leigh (40 ans) & Brea Bennett (20 ans)
  - scène 2 : Nicole Moore (38 ans) & Kimber Lace (21 ans)
  - scène 3 : Magdalene St. Michaels (50 ans) & Bobbi Starr (24 ans)
  - scène 4 : Deauxma (47 ans) & Angela Stone (26 ans)
- Lesbian Seductions: Older/Younger 18 (11 mars 2008 - 173 min) :
  - scène 1 : Randi James (49 ans) & Kimber Lace (21 ans)
  - scène 2 : Nicole Moore (38 ans) & Emily Parker (22 ans)
  - scène 3 : Sexy Vanessa (44 ans) & Sammie Rhodes (24 ans)
  - scène 4 : Vanessa Vidal (44 ans) & Nubia (? ans)
- Lesbian Seductions: Older/Younger 19 (9 mai 2008 - 159 min) :
  - scène 1 : Naomi Knight (? ans) & Faye Reagan (19 ans)
  - scène 2 : Nicole Moore (38 ans) & Heather Gables (25 ans)
  - scène 3 : Joey Lynn (? ans) & Alexandra Ivy (20 ans)
  - scène 4 : Dana Devine (45 ans) & Emily Parker (22 ans)
- Lesbian Seductions 20 (8 août 2008 - 156 min) :
  - scène 1 : Cala Craves (43 ans) & Kimber Lace (22 ans)
  - scène 2 : Nicole Moore (38 ans) & Rane Revere (23 ans)
  - scène 3 : Autumn Moon (39 ans) & Kristina Rose (24 ans)
  - scène 4 : Magdalene St. Michaels (51 ans) & Jaslin Diaz (25 ans)

### Lesbian Seductions de 21 à 30
- Lesbian Seductions: Older/Younger 21 (12 septembre 2008 - 165 min)
  - scène 1 : Kelly Leigh (41 ans) & Shayne Ryder (23 ans)
  - scène 2 : Autumn Moon (39 ans) & Dana DeArmond (29 ans)
  - scène 3 : Naomi Knight (? ans) & Rebeca Linares (25 ans)
  - scène 4 : Jordan Kingsley (31 ans) & Jayme Langford (20 ans)
- Lesbian Seductions: Older/Younger 22 (17 octobre 2008 - 183 min)
  - scène 1 : RayVeness (36 ans) & Prinzzess (23 ans)
  - scène 2 : Nicole Moore (39 ans) & Louisa Lanewood (23 ans)
  - scène 3 : Cala Craves (44 ans) & Annabelle Lee (26 ans)
  - scène 4 : Autumn Moon (39 ans) & Marlena (26 ans)
- Lesbian Seductions: Older/Younger 23 (21 novembre 2008 - 162 min)
  - scène 1 : Melissa Monet (44 ans) & Leigh Livingston (26 ans)
  - scène 2 : Janet Mason (41 ans) & Ryan Hunter (? ans)
  - scène 3 : Cala Craves (44 ans) & Jessica Steele (22 ans)
  - scène 4 : June Summers (38 ans) & Leigh Livingston (26 ans)
- Lesbian Seductions: Older/Younger 24 (9 janvier 2009 - 141 min)
  - scène 1 : Cala Craves (44 ans) & Evie Delatosso (25 ans)
  - scène 2 : Janet Mason (41 ans) & Charlie James (30 ans)
  - scène 3 : Totally Tabitha (36 ans) & Tenaya (18 ans)
  - scène 4 : Vannah Sterling (36 ans) & Shayne Ryder (23 ans)
- Lesbian Seductions: Older/Younger 25 (6 mars 2009 - 163 min)
  - scène 1 : Julia Ann (39 ans) & Heather Starlet (19 ans)
  - scène 2 : Totally Tabitha (36 ans) & Dani Jensen (21 ans)
  - scène 3 : Magdalene St. Michaels (51 ans) & Kendra Banx (19 ans)
  - scène 4 : Natasha Skinski (35 ans) & Marina Maywood (25 ans)
- Lesbian Seductions: Older/Younger 26 (17 avril 2009 - 175 min)
  - scène 1 : Dia Zerva (30 ans) & Raven Elexis (22 ans)
  - scène 2 : Felony Foreplay (32 ans) & April O'Neil (22 ans)
  - scène 3 : India Summer (33 ans) & Georgia Jones (21 ans)
  - scène 4 : Magdalene St. Michaels (51 ans) & Danica Blue (22 ans)
- Lesbian Seductions: Older/Younger 27 (14 juillet 2009 - 169 min)
  - scène 1 : Magdalene St. Michaels (52 ans), Janet Mason (42 ans) & Nicole Ray (19 ans)
  - scène 2 : Mellanie Monroe (32 ans) & Riley Davis (21 ans)
  - scène 3 : Nicole Moore (39 ans) & Amy Moore (? ans)
  - scène 4 : Cameron Keys (35 ans) & Sunset Diamond (20 ans)
- Lesbian Seductions: Older/Younger 28 (20 novembre 2009 - 144 min)
  - scène 1 : Magdalene St. Michaels (52 ans) & Victoria White (22 ans)
  - scène 2 : Samantha St. James (42 ans) & Ashley Coda (25 ans)
  - scène 3 : Ariella Ferrera (30 ans) & Ginger Lee (25 ans)
  - scène 4 : June Summers (39 ans) & Ally Kay (18 ans)
- Lesbian Seductions: Older/Younger 29 (8 janvier 2010 - 171 min)
  - scène 1 : Ariella Ferrera (30 ans) & Rebeca Linares (26 ans)
  - scène 2 : Persia Monir (51 ans) & Hayden Night (23 ans)
  - scène 3 : Katrina Kelley (? ans) & Kita Zen (22 ans)
  - scène 4 : June Summers (39 ans) & Chloe Dash (21 ans)
- Lesbian Seductions: Older/Younger 30 (2 mars 2010 - 187 min)
  - scène 1 : Torri Secret (? ans) & Jessica Right (20 ans)
  - scène 2 : Nicole Moore (40 ans) & Tara Lynn Foxx (19 ans)
  - scène 3 : Dyanna Lauren (44 ans) & Shyla Jennings (24 ans)
  - scène 4 : Veronica Avluv (37 ans) & Jessi Palmer (21 ans)

### Lesbian Seductions de 31 à 40
- Lesbian Seductions: Older/Younger 31 (16 avril 2010 - 197 min)
  - scène 1 : Margo Sullivan (49 ans) & Allie Haze (22 ans)
  - scène 2 : Mellanie Monroe (33 ans) & Tara Lynn Foxx (19 ans)
  - scène 3 : Persia Monir (51 ans) & Izy-Bella Blu (20 ans)
  - scène 4 : Totally Tabitha (37 ans) & Tiffany Star (18 ans)
- Lesbian Seductions: Older/Younger 32 (9 juillet 2010 - 179 min)
  - scène 1 : Cala Craves (45 ans) & Jamey Janes (23 ans)
  - scène 2 : Veronica Avluv (37 ans) & Shyla Jennings (25 ans)
  - scène 3 : Mellanie Monroe (33 ans) & Haley Cummings (19 ans)
  - scène 4 : Persia Monir (51 ans) & Annabelle Lee (27 ans)
- Lesbian Seductions: Older/Younger 33 (22 octobre 2010 - 182 min)
  - scène 1 : Persia Monir (52 ans) & Prinzzess (25 ans)
  - scène 2 : Cala Craves (46 ans), Aiden Starr (31 ans) & Elise Graves (29 ans)
  - scène 3 : Tanya Tate (31 ans) & Allie Haze (23 ans)
  - scène 4 : Jodi West (45 ans) & Shyla Jennings (25 ans)
- Lesbian Seductions: Older/Younger 34 (10 décembre 2010 - 199 min)
  - scène 1 : Nicole Moore (41 ans) & Bree Daniels (18 ans)
  - scène 2 : Brenda James (40 ans) & Brooke van Buuren (18 ans)
  - scène 3 : Dyanna Lauren (45 ans) & Brooke Lee Adams (24 ans)
  - scène 4 : Zoey Andrews (38 ans) & Lone Star Angel (33 ans)
- Lesbian Seductions: Older/Younger 35 (18 février 2011 - 200 min)
  - scène 1 : Melissa Monet (46 ans) & Asa Akira (25 ans)
  - scène 2 : Persia Monir (52 ans) & Sarah Shevon (26 ans)
  - scène 3 : Inari Vachs (36 ans) & Britney Beth (19 ans)
  - scène 4 : Magdalene St. Michaels (53 ans) & Sophie Dee (27 ans)
- Lesbian Seductions: Older/Younger 36 (6 mai 2011 - 206 min)
  - scène 1 : Missy Martinez & Nina Mercedez
  - scène 2 : Brenda James & Jayden Cole
  - scène 3 : Francesca Le (39) & Melanie Rios (20)
  - scène 4 : Alexandra Silk & Tweety Valentine
- Lesbian Seductions: Older/Younger 37 (15 juillet 2011 - 204 min)
  - scène 1 : Jelena Jensen & Shyla Jennings
  - scène 2 : Brenda James & Prinzzess
  - scène 3 : Darcy Tyler & Nicole Moore
  - scène 4 : Kara Price & Brenda James
- Lesbian Seductions: Older/Younger 38 (21 octobre 2011 - 165 min)
  - scène 1 : Julia Ann & Trinity St. Clair
  - scène 2 : Jelena Jensen & Sarah Shevon
  - scène 3 : Nicole Moore & Tanner Mayes
  - scène 4 : Brenda James & Brooke Lee Adams
- Lesbian Seductions: Older/Younger 39 (3 février 2012 - 166 min)
  - scène 1 : Brandi Love & Trinity St. Clair
  - scène 2 : Dani Daniels & Persia Monir
  - scène 3 : Deauxma & Kimber Peters
  - scène 4 : Syren De Mer & Rilee Marks
- Lesbian Seductions: Older/Younger 40 (2 mars 2012 - 202 min)
  - scène 1 : Sensi Pearl & Nicole Moore
  - scène 2 : Shyla Jennings & Veronica Avluv
  - scène 3 : Heather Starlet & Raquel Sieb
  - scène 4 : Alexis Golden & Charlotte Vale

### Lesbian Seductions de 41 à 50
- Lesbian Seductions: Older/Younger 41 (15 juin 2012 - 165 min)
  - scène 1 : Crystal Jewels & Heather Starlet
  - scène 2 : Jodi West & Prinzzess
  - scène 3 : Rilee Marks & Vanilla DeVille
  - scène 4 : Bibette Blanche & Mia Gold
- Lesbian Seductions: Older/Younger 42 (24 août 2012 - 181 min)
  - scène 1 : Dana DeArmond & Kiera Kelly
  - scène 2 : Christie Nelson & Zoey Holloway
  - scène 3 : Bree Daniels & Randy Moore
  - scène 4 : Keira Kelly & Zoey Holloway
- Lesbian Seductions: Older/Younger 43 (2012 - 188 min)
  - scène 1 : Syren De Mer & Odette Delacroix
  - scène 2 : Taylor Vixen & Zoey Holloway
  - scène 3 : Magdalene St. Michaels & Riley Reid
  - scène 4 : Bree Daniels & Brenda James
- Lesbian Seductions: Older/Younger 44 (2013 - 189 min)
  - scène 1 : Rain DeGrey & Prinzzess
  - scène 2 : Brandi Love & Ashlynn Leigh
  - scène 3 : Julia Ann & Charley Monroe
  - scène 4 : Veronica Snow & Karina White
- Lesbian Seductions: Older/Younger 45 (2013 - 189 min)
  - scène 1 : Chrissy Nova & Demi Dantric
  - scène 2 : Nicole Moore & Prinzzess
  - scène 3 : Dyanna Lauren & Keira Kelly
  - scène 4 : Natalia Starr & Zoey Holloway
- Lesbian Seductions: Older/Younger 46 (2014 - 187 min)
  - scène 1 : Bree Daniels & Syren De Mer
  - scène 2 : India Summer & Shyla Jennings
  - scène 3 : Rilee Marks & Raylene
  - scène 4 : Alice March & Syren De Mer
- Lesbian Seductions: Older/Younger 47 (2014 - 161 min)
  - scène 1 : Bree Daniels & Cherie DeVille
  - scène 2 : Anastasia Pierce & Shae Snow
  - scène 3 : Magdalene St. Michaels & Sheridan Love
  - scène 4 : Aaliyah Love & Bree Daniels
- Lesbian Seductions: Older/Younger 48 (2014 - 199 min)
  - scène 1 : Mellanie Monroe et Shae Snow
  - scène 2 : Mindi Mink et Carter Cruise
  - scène 3 : Sovereign Syre et Sandy Sweet
  - scène 4 : Raquel Sieb et Ava Dalush
- Lesbian Seductions: Older/Younger 49 (2014 - 192 min)
  - scène 1 : RayVeness et Vanessa Veracruz
  - scène 2 : Shyla Jennings et Simone Sonay
  - scène 3 : Raquel Sieb et Jessie Parker
  - scène 4 : Darla Crane et Tara Morgan
- Lesbian Seductions: Older/Younger 50 (2015 - 195 min)
  - scène 1 : Emy Reyes et India Summer
  - scène 2 : Misty Rain et Laela Pryce
  - scène 3 : Alice March et Mercedes Carrera
  - scène 4 : Mia Malkova et Tanya Tate

### Lesbian Seductions de 51 à 60
- Lesbian Seductions: Older/Younger 51 (2015 - 190 min)
  - scène 1 : Brenda James et Heather Starlet
  - scène 2 : Prinzzess et Misty Rain
  - scène 3 : Cherie DeVille, Kasey Warner et Mindi Mink
  - scène 4 : Blair Summers et Magdalene St. Michaels
- Lesbian Seductions: Older/Younger 52 (2015 - plus de 2h)
  - scène 1 : Magdalene St. Michaels et Samantha Ryan
  - scène 2 : RayVeness et Jodi Taylor
  - scène 3 : Willow Hayes et Vanessa Veracruz
  - scène 4 : Blair Summers et Mercedes Carrera
- Lesbian Seductions: Older/Younger 53 (2016 - plus de 2h)
  - scène 1 : Lily Carter et Zoey Holloway
  - scène 2 : Darryl Hanah et Madelyn Marie
  - scène 3 : Jelena Jensen et Prinzzess
  - scène 4 : Brandi Love et Jodi West
- Lesbian Seductions: Older/Younger 54 (2016 - plus de 2h)
  - scène 1 : Cindy Craves et Jessica Right
  - scène 2 : Brenda James et Elexis Monroe
  - scène 3 : Alexis Fawx et Sophia Leone
  - scène 4 : Lena Nicole et Shyla Jennings
- Lesbian Seductions: Older/Younger 55 (2016 - plus de 2h)
  - scène 1 : Elexis Monroe et Magdalene St. Michaels
  - scène 2 : Prinzzess et Zoey Holloway
  - scène 3 : Alexis Fawx et Kristen Scott
  - scène 4 : Prinzzess et Megan Sage
- Lesbian Seductions: Older/Younger 56 (2016 - plus de 2h)
  - scène 1 : Mercedes Carrera et Alison Rey
  - scène 2 : Summer Day et Jelena Jensen
  - scène 3 : Scarlett Sage et Syren De Mer
  - scène 4 : Alura Jenson et Scarlett Fever
- Lesbian Seductions: Older/Younger 57 (2016 - plus de 2h)
  - scène 1 : Chanel Preston et Blair Williams
  - scène 2 : Mindi Mink et Anya Olsen
  - scène 3 : Violet Starr et Vanessa Veracruz
  - scène 4 : Scarlett Sage et Tanya Tate
- Lesbian Seductions: Older/Younger 58 (2017 - plus de 2h)
  - scène 1 : Alexis Fawx et Anya Olsen
  - scène 2 : Jelena Jensen et Violet Starr
  - scène 3 : Jayden Cole et Megan Sage
  - scène 4 : Charlotte Cross et Reagan Foxx
- Lesbian Seductions: Older/Younger 59 (2017 - plus de 2h)
  - scène 1 : Giselle Palmer et Reagan Foxx
  - scène 2 : Lana Rhoades et Nina Elle
  - scène 3 : Romi Rain et Ayumi Anime
  - scène 4 : Jayden Cole et Cadey Mercury
- Lesbian Seductions: Older/Younger 60 (2017 - plus de 2h)
  - scène 1 : Summer Day et Mindi Mink
  - scène 2 : Prinzzess et Penelope Reed
  - scène 3 : Bree Daniels et Reagan Foxx
  - scène 4 : Syren De Mer et Jessica Rex

### Lesbian Seductions de 61 à 68
- Lesbian Seductions: Older/Younger 61 (2018 - plus de 2h)
  - scène 1 : Dolly Leigh et Mindi Mink
  - scène 2 : Romi Rain et Violet Starr
  - scène 3 : Ryan Keely et Shyla Jennings
  - scène 4 : Jayden Cole et Kimberly Brix
- Lesbian Seductions: Older/Younger 62 (2018 - plus de 2h)
  - scène 1 : Dana DeArmond et Giselle Palmer
  - scène 2 : Lauren Phillips et Milana May
  - scène 3 : Alison Rey et Natasha Nice
  - scène 4 : Lena Paul et Summer Day
- Lesbian Seductions 63 (2018 - plus de 2h)
  - scène 1 : Carter Cruise et Aria Sky
  - scène 2 : Danni Rivers et Val Dodds
  - scène 3 : Veronica Avluv et Sarah Jessie
  - scène 4 : Zoey Monroe et Serene Siren
- Lesbian Seductions: Older/Younger 64 (2018 - plus de 2h)
  - scène 1 : Kate Kennedy et Romi Rain
  - scène 2 : Chanel Preston et Milana May
  - scène 3 : Elsa Jean et Brooke Haze
  - scène 4 : Reagan Foxx et Vanna Bardot
- Lesbian Seductions: Older/Younger 65 (2018 - plus de 4,5h)
  - scène 1 : Jill Kassidy et Reagan Foxx
  - scène 2 : Dana DeArmond et Vienna Rose
  - scène 3 : Prinzzess et Vienna Rose
  - scène 4 : Athena Faris et India Summer
- Lesbian Seductions 66 (2019 - plus de 2h)
  - scène 1 : Sarah Vandella et Scarlett Sage
  - scène 2 : Prinzzess et Emma Starletto
  - scène 3 : Prinzzess et Carmen Caliente
  - scène 4 : Cherie DeVille et Shyla Jennings
- Lesbian Seductions 67 (2019 - plus de 2h)
  - scène 1 : Vanna Bardot et Kendra Spade
  - scène 2 : Bree Daniels et Giselle Palmer
  - scène 3 : Athena Faris et Sabina Rouge
  - scène 4 : Emma Starletto et Daphne Dare

## Distinctions
Récompense
- 2013 XBIZ Award - All-Girl Series of the Year[1]

Nominations
- 2009 AVN Award - Best All-Girl Series
- 2011 AEBN (en) Award - Best Series
- 2011 AVN Award - Best Older Woman/Younger Girl Release - Lesbian Seductions 31
- 2012 AEBN Award - Best Lesbian Movie - Lesbian Seductions 30
- 2012 AVN Award - Best Older Woman/Younger Girl Release - Lesbian Seductions 35
- 2013 AVN Award - Best Specialty Series – Other Genre